# یوری آکسنوف
یوری آکسنوف (روسی: Юрий Александрович Аксёнов؛ زادهٔ ۱۱ اوت ۱۹۷۳) بازیکن فوتبال اهل اتحاد جماهیر شوروی سوسیالیستی است. 
از باشگاه‌هایی که در آن بازی کرده‌است می‌توان به باشگاه فوتبال الیستا، باشگاه فوتبال دینامو کی‌یف، باشگاه فوتبال روتور ولگوگراد، و باشگاه فوتبال غیرت اشاره کرد.
وی همچنین در تیم ملی فوتبال قزاقستان بازی کرده است.